# Arturo Paredes
Arturo Paredes (Callao, Perú; 6 de octubre de 1913) fue un futbolista peruano que se desempeñó como delantero. Fue campeón sudamericano en el Campeonato Sudamericano 1939.

## Trayectoria
Fue un delantero que jugaba como puntero o interior izquierdo e interior derecho siempre en clubes del Callao. 

## Selección nacional
Ha sido internacional con la Selección de fútbol del Perú en 9 partidos entre 1937 y 1939. Fue parte del equipo peruano que asistió a los Juegos Olímpicos de Berlín 1936. Al año siguiente hizo su debut con la selección durante el Campeonato Sudamericano 1937 en la derrota 1-0 contra Argentina jugado el 16 de enero.
En 1938 integró el equipo peruano que logró la medalla de oro de los Juegos Bolivarianos de Bogotá. En ese torneo anotó su único gol con la selección el 17 de agosto en la victoria por 2-1 contra Venezuela.
En el Campeonato Sudamericano 1939 fue titular en los cuatro partidos de la selección peruana que logró el título en ese torneo.
| Torneo                          | Sede      | Resultado        |
| ------------------------------- | --------- | ---------------- |
| Juegos Olímpicos de Berlín 1936 | Alemania  | Cuartos de final |
| Campeonato Sudamericano 1937    | Argentina | Sexto            |
| Juegos Bolivarianos 1938        | Colombia  | Primero          |
| Campeonato Sudamericano 1939    | Perú      | Primero          |

## Clubes
| Club             | País | Año       |
| ---------------- | ---- | --------- |
| Telmo Carbajo    | Perú | 1930-1932 |
| Atlético Chalaco | Perú | 1933-1935 |
| Sport Boys       | Perú | 1936-1939 |
| Atlético Chalaco | Perú | 1940-1943 |

## Palmarés
| Título           | Club       | País | Año  |
| ---------------- | ---------- | ---- | ---- |
| Primera División | Sport Boys | Perú | 1937 |